# نرتهند (باكينجهامشير)
نرتهند (بالإنجليزية: Northend, Buckinghamshire)‏ هي قرية تقع في المملكة المتحدة في باكينجهامشير.